# Amaxia punctata
Amaxia punctata är en fjärilsart som beskrevs av Rothschild 1909. Amaxia punctata ingår i släktet Amaxia och familjen björnspinnare. Inga underarter finns listade i Catalogue of Life.